# Ajtoska reka
Ajtoska reka (bulgariska: Айтоска река) är ett vattendrag i Bulgarien.   Det ligger i regionen Burgas, i den östra delen av landet, 300 kilometer öster om huvudstaden Sofia.
Trakten runt Ajtoska reka består till största delen av jordbruksmark. Runt Ajtoska reka är det ganska glesbefolkat, med 38 invånare per kvadratkilometer.